# Александров Олександр Іванович
Олекса́ндр Іва́нович Алекса́ндров (справжнє прізвище Се́лезень; нар. 14 лютого 1894, Харків — пом. 18 вересня 1948, Київ) — український радянський живописець і графік; член Асоціації художників Червоної України у 1924—1938 роках.

## Життєпис
Народився 2 [14] лютого 1894 року в Харкові. У 1909—1912 роках вчився у Харківській декоративній школі, у 1914 році закінчив Харківське художнє училище (вчився в Олександра Любимова). 
Учасник Першої світової війни. Під час громадянської війни в Росії перебував у Червоній армії, малював плакати, портрети, оформляв вистави. В 1940-х роках малював плакати, портрети, оформляв книжки.
Помер в Києві 18 вересня 1948 року.

## Твори
Плакати

«Ленінський комсомол був i залишається молодим резервом нашоi революцiї. (Сталiн)»

- «Ленінський комсомол був і залишається молодим резервом нашої революції. (Сталін)» (1936)[5].

Станковий живопис
- «Перший тунгуський партизанський загін на чолі з товаришем Постишевим» (1934—1935);
- «Тачанка» (1935);
- серія картин про Миколу Щорса (1936);
- «Героїчний Донбас у 1919 році» (1937);
- «Пушкін спалює рукописи» (1937, Національний художній музей України);
- «Пушкін серед українських селян» (1937);
- «Нічні маневри» (1938);
- «Гайдамаки» (1939);
- «Сибірські партизани», «Хрещення Русі», «Переяславська рада», «1905 рік», «Взяття Лаври в 1918» (усі — 1940-х років);
- «Узбеки-шахтарі на Ангарі», «22 липня. Бій на заставі», «Льодове побоїще», «Гуцули-партизани в Карпатах», «Старе місто Ташкент» (усі — 1941—1946 роки)[2].

Портрети
- «Петро Могила» (1939);
- «Ольга Кобилянська», «Юрій Федькович», «Микола Гоголь», «Михайло Ломоносов» (усі — 1941—1945 роки)[2].

Брав участь у виставках з 1917 року (Севастополь). 